# Antico maestro

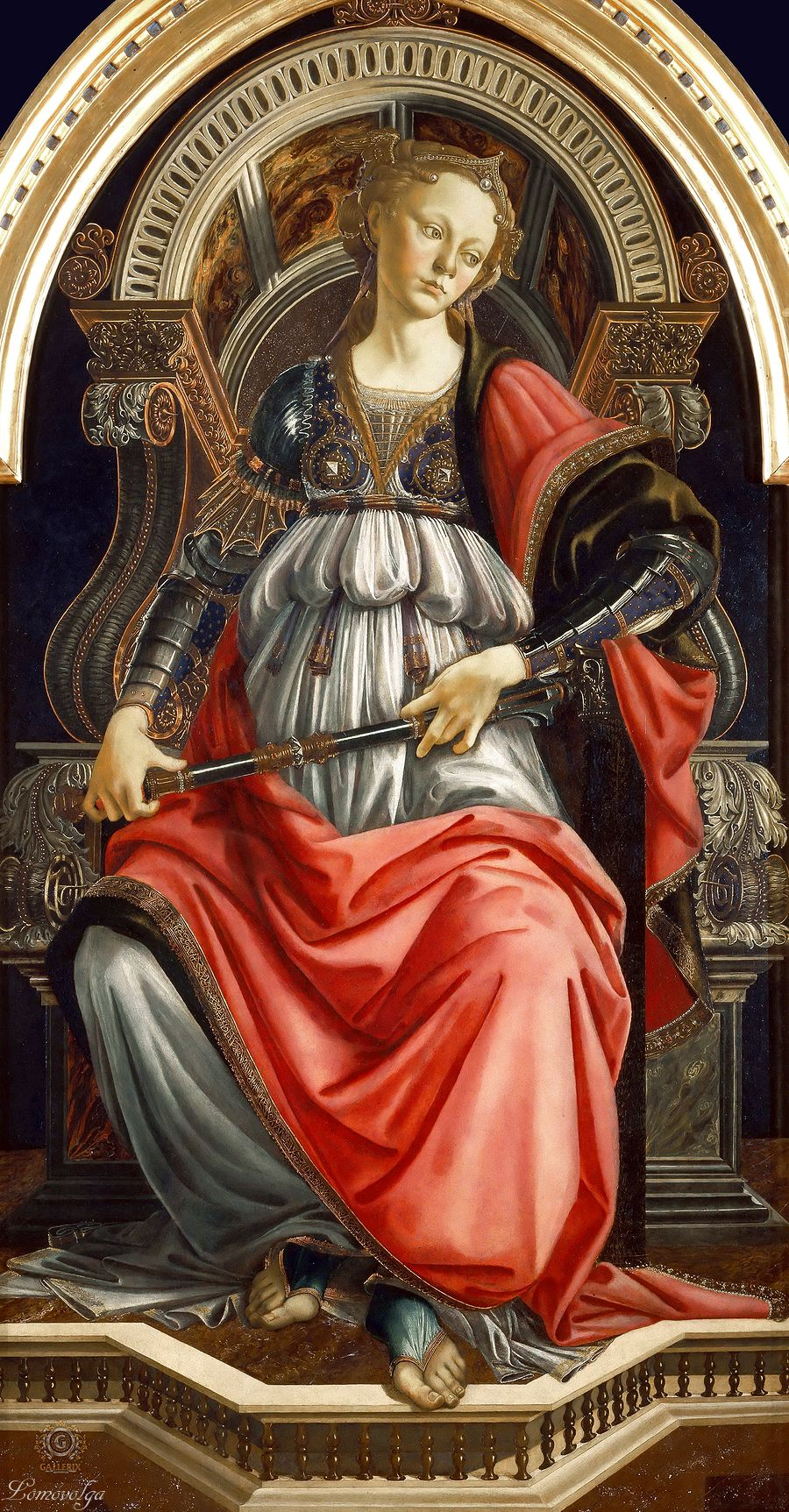
Sandro Botticelli, Fortezza (1470)

Nella storia dell'arte, l'espressione antico maestro o grande maestro si riferisce a qualsiasi abile pittore che ha lavorato in Europa prima del XIX secolo, o ad un dipinto di un tale artista. Una stampa di un vecchio maestro si riferisce pertanto a una stampa originale (ad esempio un'incisione o un'acquaforte) realizzata da un artista nello stesso periodo. Il termine "disegno antico maestro" è usato in modo analogo.
In teoria, l'espressione "antico maestro" si applica solo agli artisti che hanno ricevuto una formazione completa, erano Maestri della loro gilda di artisti locali e lavoravano indipendentemente; ma in pratica il termine viene applicato anche a quei dipinti prodotti da loro alunni o nei loro laboratori. Pertanto, oltre un certo livello di competenza, la parola va applicata in base alla qualità delle opere.

## Periodo ricoperto
Durante il XVIII e XIX secolo, la definizione di "antico maestro" si riferiva ai celebri artisti che operarono a partire dal 1450 o dal 1470; i dipinti realizzati in precedenza venivano giudicati "primitivi". L'Oxford English Dictionary definisce il termine «un artista eminente del periodo precedente al moderno, in particolare un eminente pittore europeo occidentale tra il XIII e il XVIII secolo». La prima citazione data di "antico maestro" risale al 1696, quando apparve nel diario di John Evelyn: «Mio L: Pembroke (…) mi ha diviso rare immagini di molti degli antichi e migliori Maestri, in particolare quella di M: Angelo (…), e un grande libro dei migliori disegni dei vecchi Maestri». «(…) e un grande libro sui migliori disegni degli antichi Maestri». Il termine viene anche usato per riferirsi a un dipinto o una scultura fatta da un antico maestro che risale fino al 1824. Ci sono termini simili in olandese, francese e tedesco; gli olandesi potrebbero essere stati i primi a usare questo termine, nel XVIII secolo, quando oude meester si riferiva per lo più ai pittori dell'età dell'oro olandese del secolo precedente. Les Maitres d'autrefois del 1876 di Eugène Fromentin potrebbe aver contribuito a diffondere il concetto, anche se vieux maitres viene anche usato in lingua francese. La famosa collezione di Dresda presso la Gemäldegalerie Alte Meister è uno dei pochi musei a includere il termine nel suo vero nome, anche se molti altri lo usano nel titolo di dipartimenti o sezioni. La collezione sugli antichi maestri presente nel museo di Dresda si ferma essenzialmente al periodo barocco.
La data di fine dell'età dei cosiddetti antichi maestri è rimasta inevitabilmente vaga: ad esempio, Francisco Goya (1746-1828) è unanimemente riconosciuto un vecchio maestro, anche se stava ancora dipingendo e stampando alla sua morte avvenuta nel 1828. Il termine potrebbe essere stato usato anche per John Constable (1776-1837) o Eugène Delacroix (1798-1868), ma di solito non lo è.

## Artisti anonimi

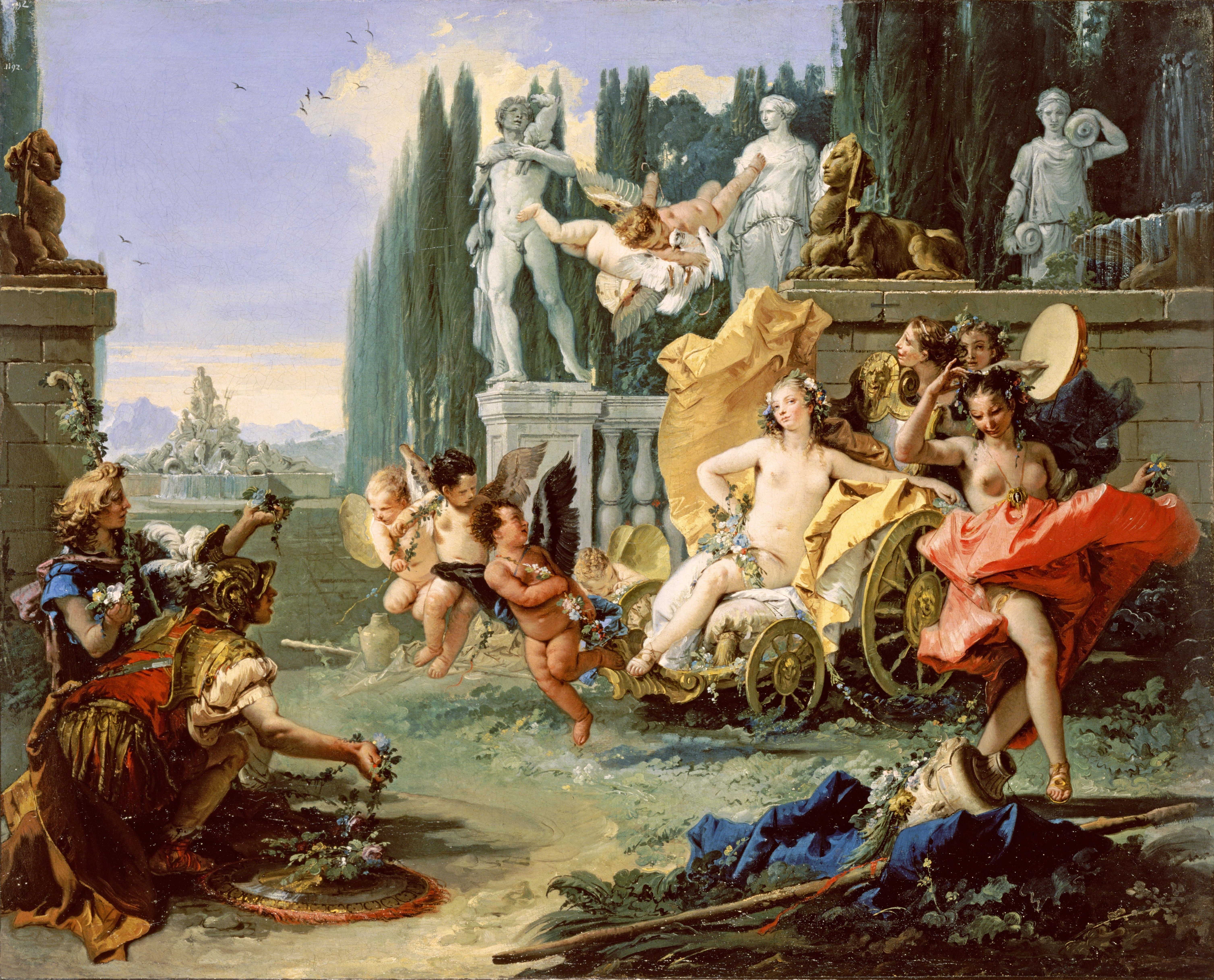
Giambattista Tiepolo, Trionfo di Flora (1743).

Gli artisti, il più delle volte dei primi tempi, la cui mano è stata identificata dagli storici dell'arte, ma a cui non può essere ricondotta con certezza alcuna identità, vengono rinominati dagli storici dell'arte come, ad esempio, il Maestro E.S. (dal suo monogramma), Maestro di Flémalle (da una precedente sede di un'opera), Maestro di Maria di Borgogna (da un mecenate), Maestro del 757 (dal marchio di un manoscritto che ha illuminato), Maestro del Dittico di Brunswick o Maestro di Schloss Lichtenstein.